# 야후라이 신호장

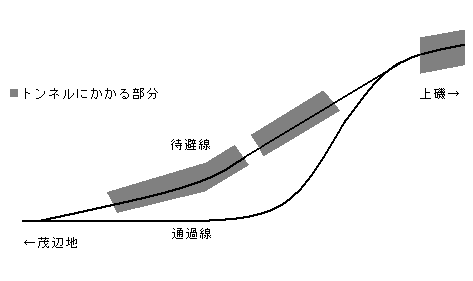
구내배선도

야후라이 신호장(일본어: 矢不来信号場, やふらいしんごうじょう 야후라이신고조[*])은 일본 홋카이도 호쿠토시에 있는 도난 이사리비 철도 도난 이사리비 철도선의 신호장이다.

## 구조
열차 교행용으로 설치된 2선 구조의 신호장으로, 1선을 통과 열차를 위한 선로 배치로 되어있다. 대피선의 일부는 터널에 걸쳐 있으며, 기본적으로 열차의 교행이 없는 경우에는 통과선을 사용한다. 열차의 교행이나 추월이 있는 경우에는 대기 열차가 터널 쪽 대피선을 이용한다.

## 역사
- 1990년 6월 4일 - 쓰가루 해협선의 열차 용량 증강을 위해 설치됨.
- 2016년 3월 26일 - 홋카이도 신칸센 개통에 따라, 도난 이사리비 철도에게 이관됨.